# 이든 신학교

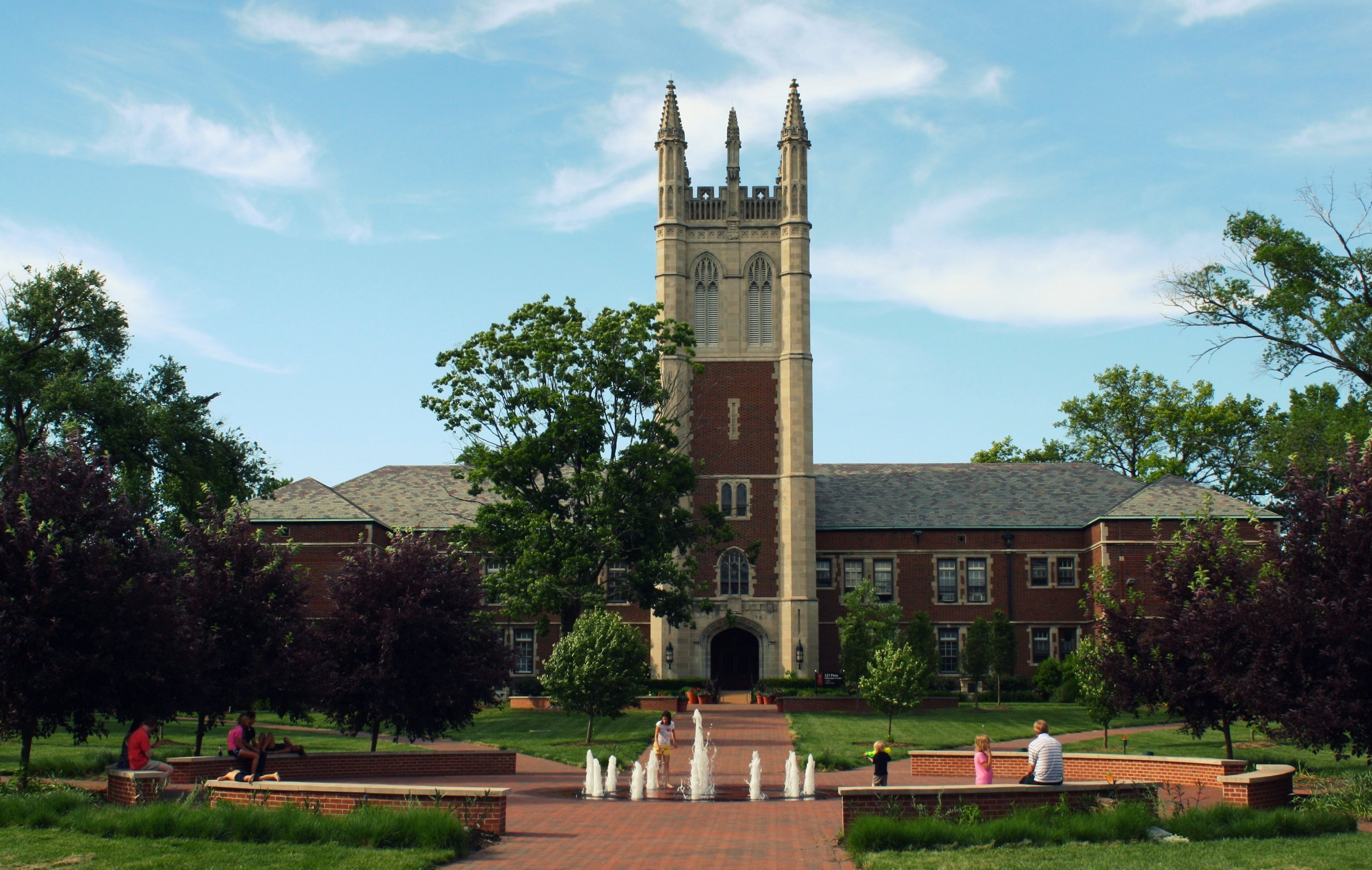

이든 신학교(Eden Theological Seminary)은 미국 미주리주 세인트 루이스 근처 웹스터 글러브에 위치한 미국 연합 그리스도의 교회(United Church of Christ)에 소속한 신학교이다.
이 신학교는 1850년에 미국으로 이민 온 독일 목사들에 의해 세워졌다. 목사들은 북미 독일계 복음주의 총회를 창설하였고, 여러 학교를 세웠다. 1930년에 중앙 신학교(Central Theological Seminary)을 합병하였고 1937년에 교단이 회중 기독교 교회와 복음주의 개혁주의 교회와 합병을 하였다.
이 학교는 세계적인 신학자들을 배출하였는데 그중에 라이홀드 니버, 리차드 니버, 월터 브루거만이 있다.

## 참고 문헌
- Locate College on Eden Theological Seminary